# Джон Кразінські
Джон Берк Кразінські (нар. 20 жовтня 1979, Бостон, Массачусетс) — американський актор, режисер та сценарист. Відомий перш за все за роллю Джима Гелперта у телесеріалі американського каналу NBC «Офіс». Також знімався у кінофільмах «У дорозі», «Кохання поза правилами», «Ліцензія на одруження», «Всі люблять китів», «Наречений напрокат» та «Як усе заплутано».

## Раннє життя
Кразінські народився 20 жовтня 1979 року у Бостоні, Массачусетс. Його батько — польсько-американський терапевт Рональд Кразінські, мати — наполовину ірландка, наполовину американка Мері Клер Дойл. Він також має двох старших братів — Кевіна та Пола, і був вихований у римо-католицькому домі.
Перед тим як вступити до коледжу, Кразінські викладав англійську мову у Коста-Риці. Після того він вступив до Браунського університету, де вивчав театральне мистецтво із Лоурі Маршалом та Джоном Емігом. У 2001 році він закінчив університет як драматург з відзнакою, перед тим захистивши дисертацію на тему «Значення під тиском» Під час його навчання у Бауні він був членом комеді-скетч-групи Out of Bounds. У коледжі він також допомагав вчити юнаків грати у баскетбол у The Gordon School. Пізніше він поступив у Національний театральний інститут у Фотерфорді, Конектикут.

## Кар'єра

### Телебачення та фільми
Крім навчання в Національному театральному інституті, він також вчився в Королівській Шекспірівській Компанії в Стратфорд-апон-Ейвон, Англія та Акторському центрі в Нью-Йорку. Після закінчення Університету Брауна, Кразінські переїхав до Нью-Йорку, щоб стати актором. Він знявся у рекламі та зіграв у декількох телевізійних шоу, а також грав у небродвейских театральних виставах і підробляв офіціантом. Він грав головну роль в спектаклі «Що бачив євнух», сценаристом і режисером якого були його колишні однокурсники Емілі О'Делл та Ісаак Роберт Гурвіц. У 2000 році Кразінські був сценаристом-стажистом на Пізня ніч з Конаном О `Брайеном.

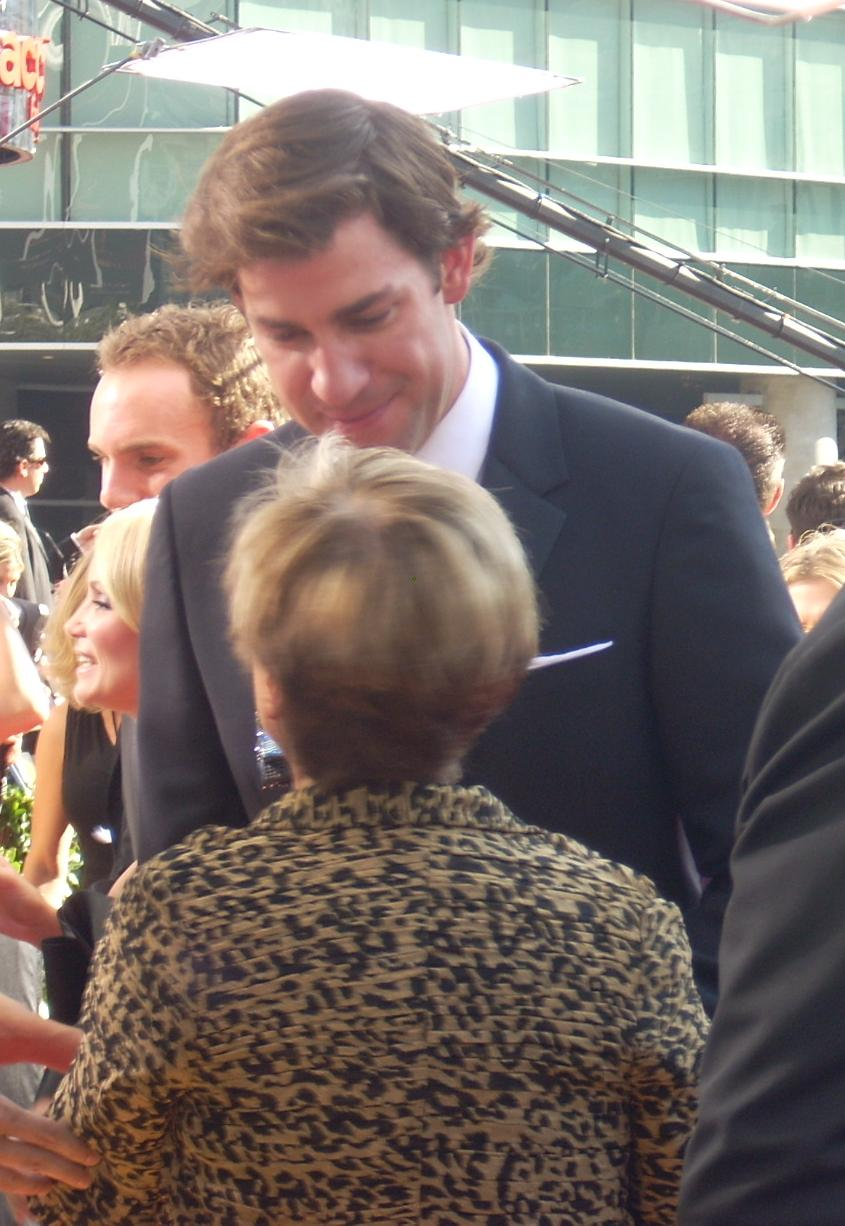
Кразінські на нагородженні премії Еммі 2008 року

Кразінські знімав кадри Скрентона, для Офісу, в тому числі кліпи з містом, які показано на початку кожної серії. Кразінські був режисером серії Офісу «Sabre», чотирнадцятої серії шостого сезону, а також третьої серії восьмого сезону «Lotto».
Кразінські зіграв роль Гідеона у Новій Хвилі (2007). Він також зіграв Бревіна у фільмі Грега Аракі Сміхушка, знятому у 2006. Недавно він також мав великі ролі у фільмах Ліцензія на одруження з Менді Мур і Робіном Вільямсом та Кохання поза правилами разом із Джорджем Клуні і Рене Зеллвегер. З квітня до червня 2008 року він знімався в У дорозі, режисером якого є Сем Мендес разом із Маєю Рудольф. У 2009 він появився у фільмі разом із Меріл Стріп, Стівом Мартіном та Алеком Болвіном у романтичній комедії Ненсі Майерс Як усе заплутано
У 2006 році Кразінські написав та став режисером фільму Короткі інтерв'ю з тупицями, адаптації колекції коротких історії Девіда Фостера Волеса. Прем'єра фільму відбулась у 2009 році на фільмовому фестивалі Санденс.
Інші ролі Кразінські на телебаченні включають епізодичні ролі у таких серіалах, як Ед, Закон і Порядок: Criminal Intent, Без сліду,Американський тато!, та CSI: Місце злочину. Його інші ролі у фільмах включають Кінсі, Дуейн Хопвуд, Морпіхи, Відпустка за обміном та Шрек ІІІ. Він також мав невеликі ролі у На ваш розсуд та Дівчата мрії.
Кразінські також грав у адаптації новели Наречений напрокат і у фільмі Всі люблять китів разом із Дрю Беррімор. Кразінські також планує зіграти головну роль у незалежному фільмі Nobody Walks. Він також планує появитись та стати продюсером разом із Аароном Соркіном у мінісеріалі каналу HBO про Chateau Marmont Hotel. Кразінські разом із Меттом Деймоном написав Обіцяна земля, де він також зіграє і виробництво якого заплановано на квітень 2012 року.
Кразінські також був одним із основних кандидатів на роль Капітана Америки у фільмі Капітан Америка: Перший месник. Але роль надали Крісу Евансу.

### Інші праці
Починаючи з 2006 року Кразінські озвучив декілька реклам на сайті Ask.com. Він також озвучив реклами для Apple TV, Verizon Wireless, Allstate Insurance, Esurance, BlackBerry Storm, My Coke Rewards, та Carnival Cruise Lines,, а також з‘явився у рекламі Gap.
У квітні 2011 року він, разом із Алеком Болдвіном, стали учасниками капманії New Era/Major League Baseball.
У 2012 він розпочав озвучувати шоу Head Games на Discovery Channel

## Особисте життя
Перший досвід на сцені був у виставі 6-ого класу Енні, де він грав Денні Ворбакса. Його наступна роль була у сатирі, написаній його однокласником і майбутнім співактором у Офісі Бі Джей Новаком, коли вони були у випускному класі Нютон Саут Хай Скул у 1997 році.
Кразінські також займається благодійністю, надає фінансову допомогу перспективному студенту коледжу з Сан-Франциско.
У листопаді 2008 року Кразінські почав зустрічатись з британською актрисою Емілі Блант. Пара одружилась 10 липня 2010 року в Італії, де на церемонії були такі знаменитості як Джордж Клуні, Метт Деймон, Джиммі Кіммел, Стенлі Туччі, Девід Швіммер та Меріл Стріп.

## Фільмографія

### Фільми
| Рік  | Фільм                          | Роль                         | Нотатки                                                                                |
| ---- | ------------------------------ | ---------------------------- | -------------------------------------------------------------------------------------- |
| 2000 | Життя за кадром                | Асистент Судді               | Не зазначений у титрах                                                                 |
| 2002 | Fighting Still Life            | Тайлер                       |                                                                                        |
| 2002 | Альма Матер                    | Кандидат 1                   |                                                                                        |
| 2004 | Кінсі                          | Бен                          |                                                                                        |
| 2004 | Нью-Йоркське таксі             | Посланник 3                  |                                                                                        |
| 2005 | Дуейн Хопвуд                   | Боб Флін                     |                                                                                        |
| 2005 | Морпіхи                        | Капрал Херігган              |                                                                                        |
| 2006 | Чарівна Пригода                | Додаткові голоси             | Лише голос                                                                             |
| 2006 | На ваш розсуд                  | Співробітник компанії паперу |                                                                                        |
| 2006 | Дівчата мрії                   | Сем Фолш                     |                                                                                        |
| 2006 | Відпустка за обміном           | Бен                          |                                                                                        |
| 2007 | Нова Хвиля                     | Гідеон                       |                                                                                        |
| 2007 | Сміхушка                       | Бревін                       |                                                                                        |
| 2007 | Шрек ІІІ                       | Ланселот                     | Лише голос                                                                             |
| 2007 | Ліцензія на одруження          | Бен Мерфі                    |                                                                                        |
| 2008 | Кохання поза правилами         | Картер Рузерфорд             |                                                                                        |
| 2009 | Короткі інтерв'ю з тупицями    | Райян/ Суб'єкт #20           | Також сценарист/режисер Номінований: Sundance Film Festival Grand Jury Prize: Dramatic |
| 2009 | Монстри проти чужих            | Кутберт                      | Лише голос                                                                             |
| 2009 | У дорозі                       | Берт Фарлендер               |                                                                                        |
| 2009 | Як усе заплутано               | Харлі                        |                                                                                        |
| 2011 | Наречений напрокат             | Ітан                         |                                                                                        |
| 2011 | Маппети                        | Сам себе                     | Мала роль                                                                              |
| 2012 | Всі люблять китів              | Адам Карлсон                 |                                                                                        |
| 2013 | Обіцяна земля                  |                              |                                                                                        |
| 2013 | Вітер дужчає                   | Хонджо                       | Лише голос                                                                             |
| 2015 | Алоха                          | Джон Вудсайд                 |                                                                                        |
| 2016 | 13 годин: Таємні воїни Бенгазі | Джек да Сільва               |                                                                                        |
| 2016 | Манчестер біля моря            | -                            | Продюсер                                                                               |
| 2016 | The Hollars                    | Джон Холлар                  |                                                                                        |
| 2017 | Детройт                        | адвокат Ауербах              |                                                                                        |
| 2018 | Тихе місце                     | Лі Ебботт                    | також режисер, сценарист                                                               |
| 2018 | Next Gen                       | 7723                         | Лише голос                                                                             |
| 2020 | Тихе місце 2                   | Лі Ебботт                    | Режисер, сценарист та продюсер                                                         |
| 2022 | DC Ліга Супер-Улюбленців       | Кларк Кент / Супермен        | Лише голос                                                                             |
| 2024 | Уявні друзі                    |                              | Режисер, сценарист та продюсер                                                         |
| 2025 | Фонтан молодості               | Люк Пурдю                    |                                                                                        |

### Телебачення
| Рік         | Назва                            | Роль               | Нотатки                                  |
| ----------- | -------------------------------- | ------------------ | ---------------------------------------- |
| 2003        | Ед                               | працівник          | серія «Good Advice»                      |
| 2004        | Закон і порядок: Злочинні наміри | Джес Глісінг       | серія «Mad Hops»                         |
| 2005        | CSI: Місце злочину               | Лайл Девіс         | серія «Who Shot Sherlock»                |
| 2005        | Без сліду                        | Куртіс Хорн        | серія «The Bogie Man»                    |
| 2005 — 2013 | Офіс                             | Джим Халперт       | 201 серія                                |
| 2006        | Американський тато!              | Гілбер             | голос, серія «Irregarding Steve»         |
| 2012        | 30 потрясінь                     | у ролі самого себе | серія «The Ballad of Kenneth Parcell»    |
| 2013        | Уповільнений розвиток            | Spyder Foode       | серія «The B. Team»                      |
| 2014 — 2015 | Кінь БоДжек                      | Секретаріат        | голос, 2 серії                           |
| 2015        | Ліпсінк Батл                     | у ролі самого себе | серія «John Krasinski vs. Anna Kendrick» |
| 2018 — 2023 | Джек Раян                        | Джек Раян          | Головна роль                             |

## Нагороди і номінації
| Рік  | Група                      | Нагорода                                                  | Опис      | Фільм\Телесеріал            |
| ---- | -------------------------- | --------------------------------------------------------- | --------- | --------------------------- |
| 2006 | Screen Actors Guild Awards | Outstanding Performance by an Ensemble in a Comedy Series | Перемога  | Офіс                        |
| 2007 | Screen Actors Guild Awards | Outstanding Performance by an Ensemble in a Comedy Series | Перемога  | Офіс                        |
| 2008 | Screen Actors Guild Awards | Outstanding Performance by an Ensemble in a Comedy Series | Номінація | Офіс                        |
| 2009 | Screen Actors Guild Awards | Outstanding Performance by an Ensemble in a Comedy Series | Номінація | Офіс                        |
| 2009 | Sundance Film Festival     | Grand Jury Prize: Dramatic                                | Номінація | Короткі інтерв'ю з тупицями |